# فاطمه ویتبرد
فاطمه ویتبرد (انگلیسی: Fatima Whitbread؛ زادهٔ ۳ مارس ۱۹۶۱) پرتاب‌گر نیزه اهل انگلستان است.
وی در مسابقات کشوری و بین‌المللی در مجموع برندهٔ ۱ مدال نقره، ۱ مدال برنز شده‌است.